# Alfredo Arrieta Vaccaro
Alfredo Arrieta Vaccaro (Bella Vista, Corrientes, 18 de octubre de 1891 - Buenos Aires, 12 de junio de 1950). Militar y político peronista, comisionado municipal en San Juan (1925), Catamarca (1927) y Junín (1943-1946 con un breve lapso en 1945). Tras retirarse del ejército con el rango de Mayor fue Senador nacional por la provincia de Buenos Aires desde 1946 hasta su muerte.

## Biografía
Casado en primeras nupcias en 1923 con Maria Rossi, tras enviudar volvió a contraer matrimonio hacia 1936 con Elisa Duarte Ibarguren, hermana de Eva, futura esposa del presidente Juan Domingo Perón. Se adhirió a la revolución de 1943 y, además de familiar, fue un estrecho colaborador del mencionado presidente.
Conocido como Mayor Arrieta, Alfredo José Lucas Arrieta era hijo de Alfredo Arrieta Gorrotxategi (Madrid, 1846) y Magdalena Vaccaro y, por parte de padre, nieto del arquitecto Melchor Arrieta Otazu (Lezo, 1820 - San Sebastián, 1887) y de Lorenza Gorrotxategi Londaitzbehere (Irún, 1823 - San Sebastián, 1891).
Sus restos se encuentran en el panteón de la familia Duarte del cementerio de la Recoleta de la ciudad de Buenos Aires, donde varias placas lo recuerdan.